# Rolki
Rolki [ˈrɔlkʲi] (deutsch Rollken) ist ein Ort in der polnischen Woiwodschaft Ermland-Masuren, der zur Gmina Biała Piska (Stadt- und Landgemeinde Bialla, 1938 bis 1945 Gehlenburg) im Powiat Piski (Kreis Johannisburg) gehört.

## Geographische Lage
Rolki liegt im südlichen Osten der Woiwodschaft Ermland-Masuren, 23 Kilometer östlich der Kreisstadt Pisz (deutsch Johannisburg).

## Geschichte
Das vor 1945 Rollken genannte kleine Dorf wurde 1874 in den neu errichteten Amtsbezirk Belzonzen (1938 in „Amtsbezirk Großdorf (Ostpr.)“ umbenannt) eingegliedert, der zum Kreis Johannisburg gehörte.
Am 1. Dezember 1910 zählte Rollken 191 Einwohner.
Am 30. September 1928 gab die Landgemeinde Rollken ihre Eigenständigkeit auf und schloss sich mit der Landgemeinde Kosuchen und dem Gutsbezirk Kommorowen (1938 bis 1945 Ebhardtshof, polnisch Komorowo) zur neuen Landgemeinde Kosuchen (1938 bis 1945 Kölmerfelde, polnisch Kożuchy) zusammen.
In Kriegsfolge wurde Rollken 1945 mit dem gesamten südlichen Ostpreußen an Polen überstellt und erhielt die polnische Namensform „Rolki“. Heute ist eine Ortschaft im Verbund der Stadt- und Landgemeinde Biała Piska im Powiat Piski, bis 1998 der Woiwodschaft Suwałki, seither der Woiwodschaft Ermland-Masuren zugehörig.

## Kirche
Rollken war bis 1945 in die evangelische Kirche Bialla in der Kirchenprovinz Ostpreußen der Kirche der Altpreußischen Union sowie in die römisch-katholische Kirche Johannisburg im Bistum Ermland eingepfarrt.
Heute gehört Rolki katholischerseits zur Pfarrei Biała Piska mit der Filialkirche Kożuchy im Bistum Ełk der Römisch-katholischen Kirche in Polen. Die evangelischen Einwohner orientieren sich zu ihrer Kirchengemeinde in Biała Piska der Pfarrei Pisz innerhalb der Diözese Masuren der Evangelisch-Augsburgischen Kirche in Polen.

## Verkehr
Rolki liegt an der viel befahrenen West-Ost-Verkehrsachse Landesstraße 58, die die südliche Woiwodschaft Ermland-Masuren mit der Woiwodschaft Podlachien verbindet. Eine Nebenstraße aus der nördlichen Nachbarregion endet in Rolki, das über keinen Bahnanschluss verfügt.